# Partit Demòcrata Europeu Català
|  | No s'ha de confondre amb Demòcrates de Catalunya. |

El Partit Demòcrata Europeu Català (PDeCAT), popularment Partit Demòcrata, fou un partit polític republicà i independentista català creat el 10 de juliol de 2016 a Barcelona i dissolt el 28 d'octubre de 2023 a Barcelona. Era considerat el partit successor de l'antiga Convergència Democràtica de Catalunya i es definia com a «demòcrata, catalanista, independentista, europeista i humanista».

## Història
El procés independentista català va fer que diversos partits polítics catalans es replantegessin part dels seus principis estatutaris. Durant la dècada del 2010, Convergència Democràtica va passar de l'autonomisme al sobiranisme i posteriorment, a l'independentisme. Durant aquesta evolució, va perdre la coalició amb el seu soci històric, Unió Democràtica de Catalunya. A més, l'estiu de 2014 el president fundador del partit, Jordi Pujol i Soley, va confessar tenir una fortuna oculta a l'estranger. Amb l'objectiu de fer net i passar pàgina de les sospites de corrupció, la direcció del partit va decidir que era necessària una refundació, però a causa de diverses convocatòries electorals es va anar ajornant fins al 2016. El gener del 2016 Artur Mas, en ser substituït per Carles Puigdemont com a president de la Generalitat, va assumir la tasca de preparar la refundació del seu partit.

### Congrés fundacional

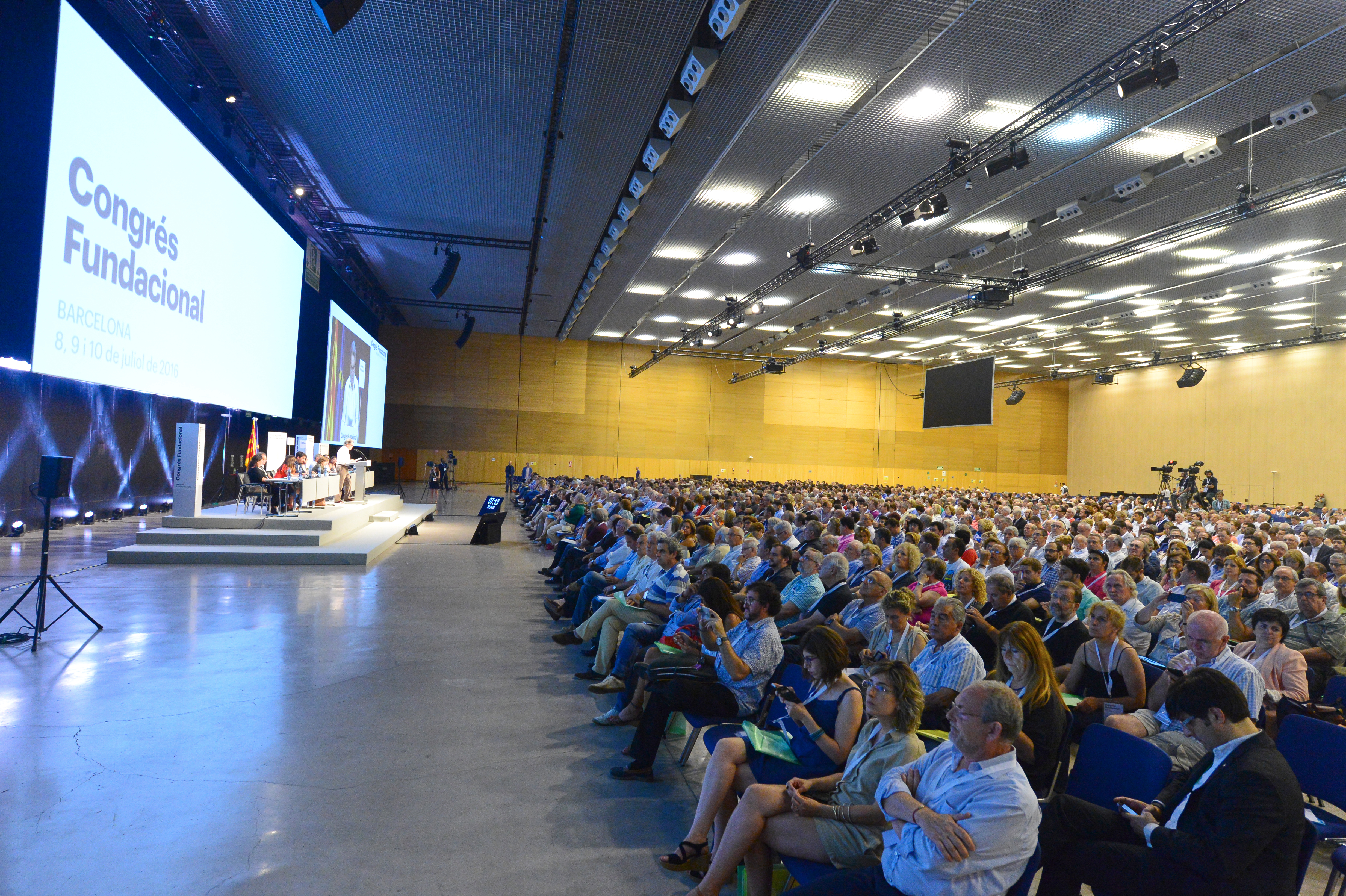
Vista general del congrés fundacional del Partit Demòcrata Català.

El 8 de juliol de 2016 es va celebrar l'últim congrés de Convergència Democràtica de Catalunya, en el qual es va acordar la seva refundació en un nou partit que tindria el seu primer congrés del 8 al 10 de juliol. Inicialment la direcció de CDC presentà dues opcions de noms per al nou partit: Més Catalunya i Catalans Convergents, però les bases del partit van manifestar el seu rebuig a les dues propostes i el 9 de juliol es van presentar tres propostes consensuades en una comissió d'associats durant el cap de setmana: Junts per Catalunya, Partit Demòcrata Català i Partit Nacional Català. El 10 de juliol, en plenari, a la primera volta es descartà l'opció de Junts per Catalunya i a la segona votació es va imposar el nom Partit Demòcrata Català amb 871 vots enfront dels 657 de Partit Nacional Català. Aquesta elecció, però, no estigué exempta de polèmica. Demòcrates de Catalunya, l'escissió sobiranista d'UDC, anuncià que emprendria accions legals contra aquest nom, ja que, segons Antoni Castellà, podria dur a «confusió entre les dues formacions».

### Estructuració
Els candidats a presidir la direcció nacional del partit van realitzar un procés de primàries, que es va celebrar el 23 i 24 de juliol ja a la nova seu del carrer Provença. Dies abans, tant Jordi Turull com Germà Gordó van anunciar que no es presentarien, deixant pas a una nova fornada de candidats. Es van aprovar Artur Mas i Neus Munté com a tàndem presidencial i Marta Pascal i David Bonvehí com a coordinació general. Mercè Conesa va guanyar a Santi Vila en les eleccions a la Presidència del Consell Nacional. Durant els següents mesos es va anar fent un traspàs de poders des de l'antic partit que, tot i quedar actiu a nivell legal, va entrar en una fase d'hibernació. Jacint Borràs va continuar sent el president formal de CDC.
Alguns dels principals objectius que es va posar la nova directiva van ser configurar un espai polític i model ideològic propi que els diferenciés tant d'Esquerra Republicana com dels «comuns», amb una voluntat centrista; fer créixer el nombre de militants (11.083 a octubre de 2016) fins a arribar als 16.000 que tenia Convergència i reconciliar les famílies polítiques dins del partit. Un altre fou definir un posicionament oficial de partit davant un eventual referèndum d'independència vinculant.

### Registre de partits
El setembre de 2016 el Ministeri de l'interior d'Espanya va tombar la inscripció del PDC, arran del conflicte de sigles existent amb Demòcrates de Catalunya i d'incompatibilitats entre el preàmbul dels estatuts del partit —on es parla obertament d'independència de Catalunya— i la llei de partits de 2002, que es va fer servir per a il·legalitzar a Batasuna. Al seu torn, el PDC va argumentar que hi ha més de 70 partits inscrits amb la paraula demòcrata i més de 40 amb la paraula català. El 3 d'octubre de 2016 es va fer públic que el Ministeri de l'Interior havia aixecat el veto al nom Partit Demòcrata Europeu Català, marca alternativa que es va presentar per tal de poder esquivar la negativa del registre i alhora mantenir la fidelitat del Congrés Fundacional. Finalment, el 22 de novembre del mateix any els militants van ratificar amb un 85,7% dels vots i una participació del 32,8% la nova denominació del partit, ara ja com a Partit Demòcrata Europeu Català.

### Imatge corporativa
El desembre de 2016 es va presentar la imatge oficial del partit, un asterisc blanc amb quatre barres, sobre fons blau, sorgit d'un concurs on es van presentar més de 150 propostes. La proposta guanyadora va ser realitzada per un estudi de disseny barceloní, Dos Grapes. Segons Marta Pascal, «les quatre barres són perquè tenim molt clar d'on venim, i el color blau és per recordar el passat de Convergència, és una declaració d'intencions, del que hem estat, del que volem ser, i del que tenim».
Després de la 1a Assemblea Nacional, el partit va modificar la seva imatge corporativa. El blau fosc es va canviar per un blau semblant al del Partit Demòcrata nord-americà, es va donar més importància al groc i a la senyera i es va canviar la font del partit, de la Open Sans a la Graphik.

### Estructuració territorial
L'estructura territorial del partit es va votar mitjançant un nou sistema de primàries el cap de setmana del 30 de setembre. A Barcelona, Mercè Homs es va imposar en la pugna territorial. A Lleida ho va fer Joan Reñé i a Girona Pere Vila. En aquestes eleccions territorials hi van participar 6.408 associats, un 61,47% del cens. Homs va anunciar que el seu objectiu immediat era trobar un alcaldable que pogués competir amb Ada Colau de cara a les eleccions municipals de 2019.

### Referèndum
Després del referèndum de l'1 d'octubre de 2017, el partit va formar part de la plataforma electoral Junts per Catalunya, aconseguint esdevenir la primera força sobiranista al Parlament i formar govern. El 2018 va participar en la moció de censura contra Mariano Rajoy.

### Etapa Pascal

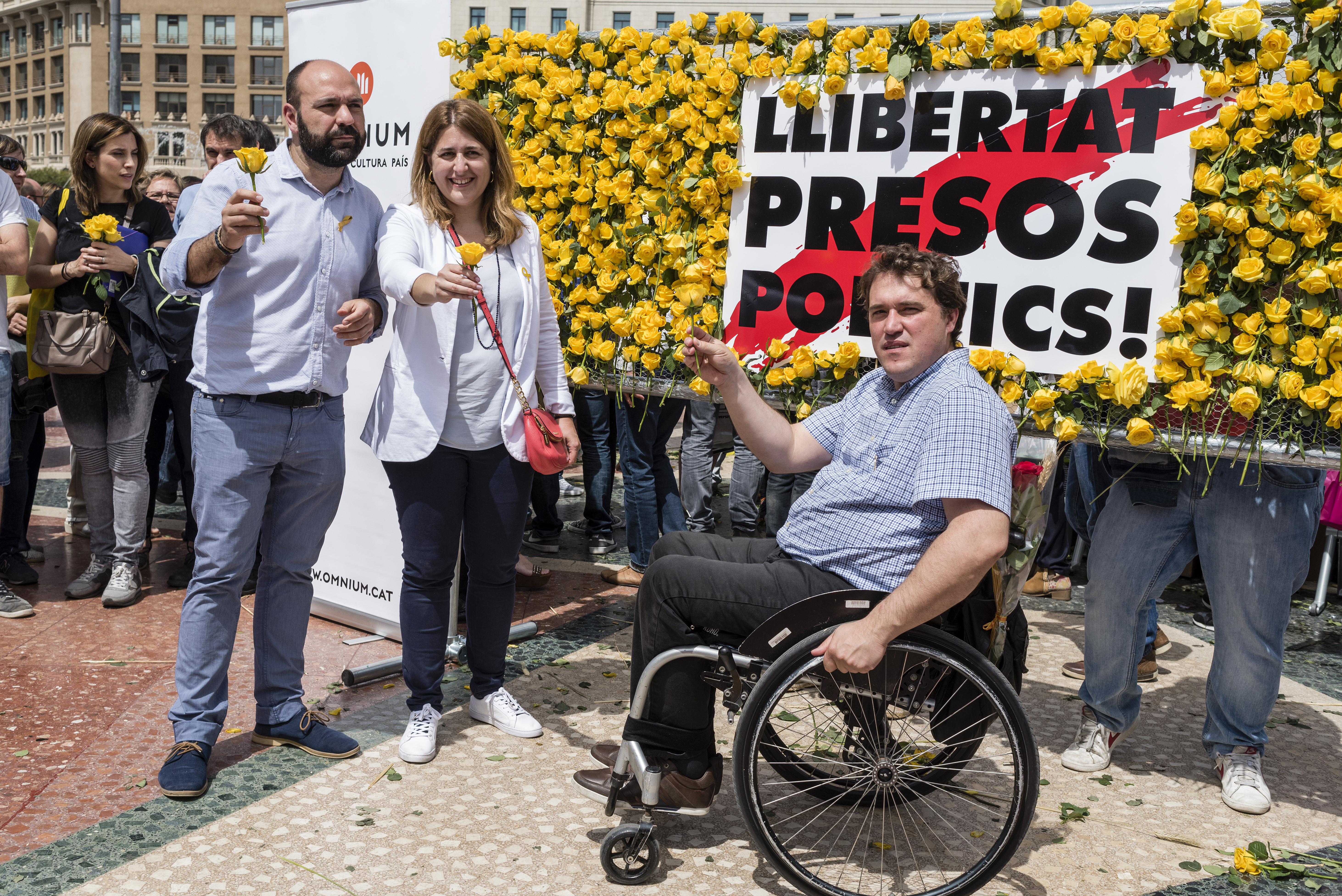
Marta Pascal i David Bonvehí en un acte d'Òmnium Cultural

Al Consell Nacional de març de 2018 es van ratificar les decisions de l'executiva sobre quina estratègia caldria seguir per formar un govern que permetés posar fi a l'aplicació de l'article 155. Es van nomenar els diputats Marc Solsona i Lluís Fonts com a encarregats de les negociacions i a Maria Senserrich com a nova portaveu de la formació.
Un cop recuperat el govern, van començar a preparar l'estratègia de les municipals 2019, on van acordar fer servir la marca Junts per Catalunya en alguns municipis. Aquest fet va generar crítiques entre els diputats independents d'aquesta coalició al Parlament, que van acusar la direcció del partit d'intentar apropiar-se de la marca electoral. De fet, la situació es va agreujar quan Marta Pascal va registrar Junts per Catalunya com a partit polític a una setmana de l'Assemblea Nacional que havia de decidir el rumb del partit.
A la 1a Assemblea Nacional de juliol de 2018, Marta Pascal es va veure forçada renunciar al càrrec de Coordinadora General perquè com ella mateixa va afirmar en roda de premsa: "No tinc la confiança del President Carles Puigdemont com s'ha vist i com és evident". La fins aleshores coordinadora general del Partit Demòcrata havia tingut desavinences amb l'estratègia política del 130è President.

### Etapa Bonvehí
A l'Assemblea també es va aprovar que el Partit Demòcrata instés els associats del partit a fer-se de la Crida Nacional per la República a "títol individual". Tanmateix, i després de dures negociacions, es va presentar una llista d'unitat entre els dos sectors enfrontats -pascalistes i puigdemontistes-, amb David Bonvehí de president de la formació i Míriam Nogueras de vicepresidenta, que va aconseguir el suport d'un 65,57% del vots. No obstant, es va presentar una segona llista encapçalada per un grup de militants descontents amb el fet que la votació fos amb llistes bloquejades i que s'impedís votar a cada persona de forma individual. Aquesta segona candidatura, encapçalada per l'associat badaloní David Torrents, va aconseguir un 28,9% dels vots.
Poc després de l'Assemblea, la formació va haver de fer front a una nova dificultat. El jutge de l'Audiència Nacional José de la Mata va imputar el Partit Demòcrata pels delictes de tràfic d'influències, suborn i blanqueig de capitals en la causa judicial del 3%, que investigava el presumpte finançament irregular de Convergència. El magistrat va considerar que el Partit Demòcrata era només un «canvi d'aparença» de la històrica Convergència Democràtica de Catalunya. L'auto judicial argumentà que el Partit Demòcrata conservava l'estructura, el funcionament, els materials i el personal de CDC. A més, segons el document, el partit fundat per Jordi Pujol seguia sent la propietària d'alguns dels seus béns.
El Partit Demòcrata va emetre un comunicat on mostrava «la més absoluta disconformitat i incredulitat» respecte a la decisió del jutge.

### Crisi entre el PDeCAT i Junts
La disputa del Partit Demòcrata Europeu Català i Junts per Catalunya per les sigles electorals esclataria l'estiu del 2020 amb una demanda del PDeCAT a JxCat per l'ús de les sigles. El juliol d'aquell any s'havia oficialitzat al registre de partits que la propietat de la marca JxCat passava a estar a mans de persones properes a l'expresident Carles Puigdemont. El PDeCAT considerà però que el canvi s'havia fet de forma fraudulenta i per això presentà una demanda als tribunals que dinamitaria les opcions d'un acord entre les dues formacions de cara a presentar-se conjuntament a les següents eleccions. A resultes d'aquest conflicte cinc senadors de JxCat van decidir donar-se de baixa del PdeCAT: Josep Lluís Cleries, Mayte Rivero, Josep Maria Cervera, Josep Maria Matamala i Assumpció Castellví.
També Lluís Puig que en aquells moments es trobava a l'exili. I dies després també acabarien donant-se de baixa Carles Puigdemont, el llavors conseller de Territori i Sostenibilitat, Damià Calvet, així com la portaveu del Govern i consellera de presidència, Meritxell Budó, el conseller de Polítiques Digitals i Administració Pública, Jordi Puigneró, i el conseller d'Interior, Miquel Buch. En total es calcularen unes 800 baixes més de militants, cosa que representava un 7% de la militància, a les quals se sumarien també les de Míriam Nogueras i les dels ex-consellers i presos polítics Jordi Turull, Josep Rull i Quim Forn.
El setembre del 2020 el president Quim Torra va fer una remodelació del seu govern cessant Miquel Buch com a Conseller d'Interior, Maria Àngels Chacón com a Consellera d'Empresa i Coneixement i Mariàngela Vilallonga com a Consellera de Cultura i nomenant Miquel Sàmper com a Conseller d'Interior, Ramon Tremosa com a Conseller d'Empresa i Coneixement i Àngels Ponsa com a Consellera de Cultura.

### Eleccions en solitari
A les eleccions al Parlament de Catalunya de 2021, en les quals va retenir els drets electorals de la coalició Junts per Catalunya, el Pdcat no va obtenir cap diputat.
L'octubre del 2022 van registrar la marca Espai CiU com a partit polític, amb la qual es reivindica com a projecte aglutinador del sobiranisme moderat, allunyat de la via unilateral cap a la independència.
A les eleccions generals espanyoles de 2023, en les quals també va retenir els drets electorals de Junts per Catalunya, la formació s'hi va presentar amb la marca "PDeCAT - Espai CiU", amb Roger Montañola i Busquets com a cap de llista per la demarcació de Barcelona i una campanya que defensava el llegat de l'antiga Convergència. La formació va obtenir menys de l'1% dels vots i no va aconseguir representació parlamentària.

### Dissolució
Els mals resultats electorals i els conseqüents problemes econòmics van forçar a l'organització a fer un congrés extraordinari la tardor del 2023. Celebrat el 28 d'octubre de 2023, en aquell congrés la militància del partit va aprovar per àmplia majoria dissoldre el partit i posar punt final a l'organització hereva de Convergència Democràtica de Catalunya. En el moment de la seva dissolució, el partit tenia gairebé 200 regidors i una vintena d'alcaldes, que es van vincular llavors a la plataforma municipalista Ara Pacte Local.

## Organització

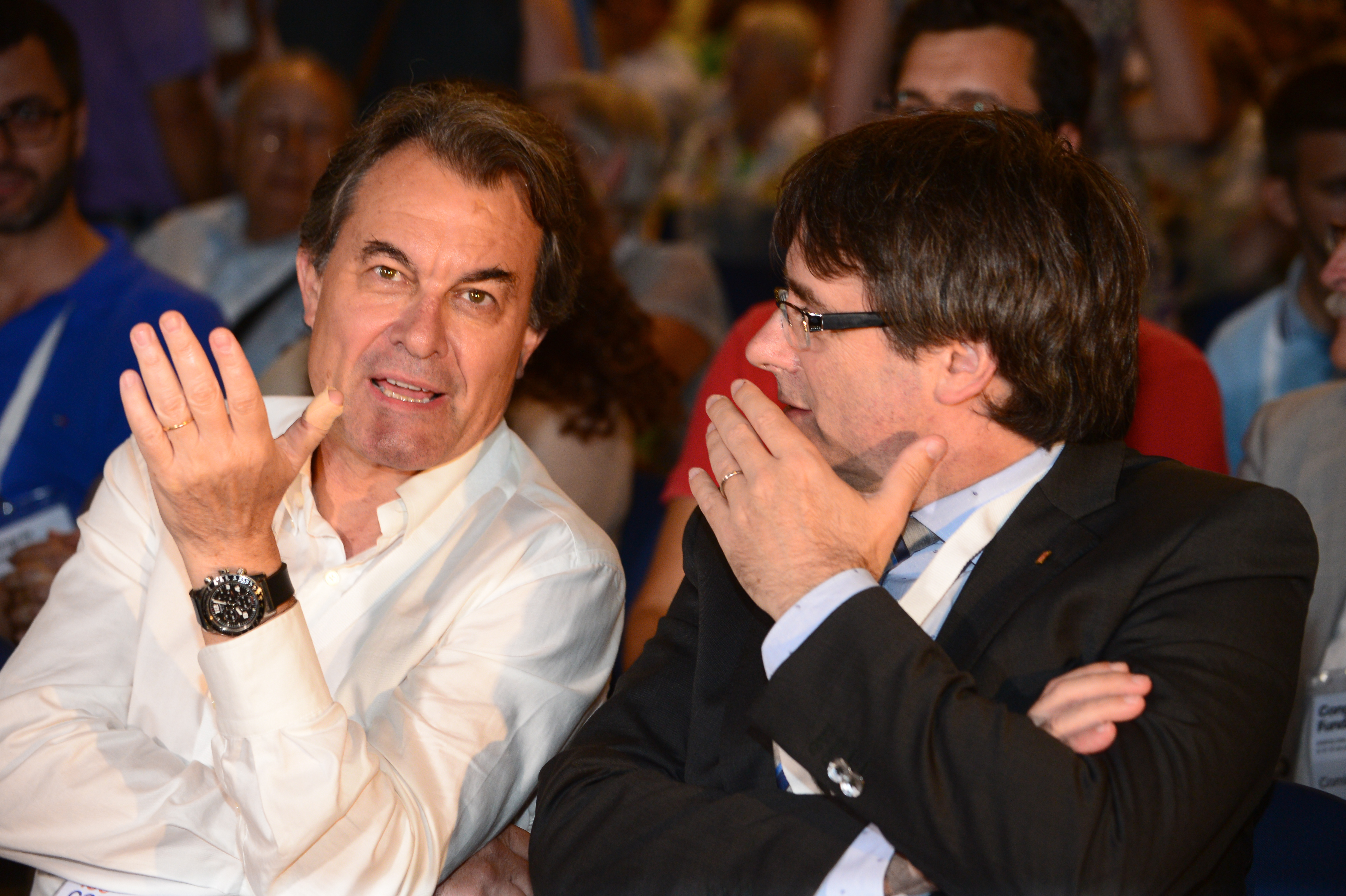
Artur Mas i Carles Puigdemont al congrés fundacional del partit

La direcció del Partit Demòcrata era encapçalada per un tàndem presidencial que constava d'un president i d'una vicepresidenta en parella mixta, representant màxim òrgan de representació institucional i executiu del partit. Un grau per sota disposava d'una direcció executiva.
També disposava d'un comitè nacional, amb cinquanta representants de les seccions territorials, i un consell nacional amb 300 integrants. L'assemblea nacional del partit es reunia aproximadament cada dos anys.
Els membres del partit només podien compaginar un càrrec orgànic amb un d'institucional i s'establia un sistema de primàries per a l'elecció de nous càrrecs, que tenien una limitació de vuit anys, exceptuant-ne els càrrecs d'abast municipal.
Informació actualitzada per un bot. Els canvis manuals es perdran quan s'actualitzi!
| Número | Imatge | Nom                             | Inici del mandat | Fi del mandat | Dades a Wikidata              |
| ------ | ------ | ------------------------------- | ---------------- | ------------- | ----------------------------- |
| 1      |        | Artur Mas i Gavarró             | 23-07-2016       | 09-01-2018    | Modifica les dades a Wikidata |
| 2      |        | Neus Munté i Fernández (interí) | 09-01-2018       | 22-07-2018    | Modifica les dades a Wikidata |
| 3      |        | David Bonvehí i Torras          | 22-07-2018       | 01-10-2023    | Modifica les dades a Wikidata |

## Ideologia
El partit es definia com a independentista i defensava un estat català independent en forma de república. Per aconseguir-ho, no descartava realitzar passos «unilaterals» en cas que Espanya bloquegés la resta de vies legals. De fet, al congrés de juliol de 2018 el partit va aprovar fer efectiva la República «al més aviat possible». Pel que fa al model social, el partit defensava un estat del benestar on «el sistema educatiu, el sistema de salut i la protecció i l'acció social siguin els fonaments que sustentin una igualtat real d'oportunitats». També defensava la seguretat com una de les principals llibertats, volia establir un discurs envers la immigració basat en els «drets i les responsabilitats, la família com un model obert però alhora com a eix central de la societat, i la sostenibilitat, com una nova realitat econòmica». Pel que fa a l'economia, potenciava l'economia de mercat però «amb rostre social». Pel que fa a l'educació, continuava donant suport a la llibertat de tria d'escola.

## Moviments interns
Entre els corrents i moviments a l'òrbita del partit s'hi troben:
- Llibergència, corrent creat el 2009 i impulsat per Jordi Xuclà, Marc Guerrero i David Madí. Es constituí en associació el 2017.[44]
- Moment Zero, corrent liderat per Jordi Turull, Miquel Buch, Neus Munté i Jordi Cuminal.
- Generació Llibertat, corrent impulsat per Carles Agustí, Carme Sayós, Jordi Cabré, Meritxell Budó i Ricard Font.
- Nova Convergència, plataforma de reflexió i acció política creda el 2016 i impulsada per Germà Gordó i Teresa Pitarch. El corrent s'escindí i creà el partit Convergents l'any 2017.

## Secció juvenil
En els inicis del Partit Demòcrata Europeu Català, la seva organització juvenil va ser la Joventut Nacionalista de Catalunya (JNC), fundada l'abril de 1980. Però amb la crisi entre el Partit Demòcrata Europeu Català i Junts per Catalunya, la JNC va decidir trencar les relacions amb el PDeCAT i unir-se a Junts, en data de 17 d'octubre del 2020. Des d'aleshores, el PDeCAT no va tenir secció juvenil ni cap conveni amb cap entitat de joves.
El 2021 l'organització nacionalista independent Fòrum Demòcrata, formada per joves, va donar-hi suport electoral, malgrat no ser unes joventuts ni tenir cap vinculació formal amb el partit.